# Vladimír Sičák
Vladimír Sičák (* 1. Dezember 1980 in Jindřichův Hradec, Tschechoslowakei) ist ein tschechischer Eishockeyspieler, der 2019 beim HC Samson České Budějovice in der viertklassigen tschechischen Krajské hokejové přebory unter Vertrag steht.

## Karriere
Vladimír Sičák begann seine Karriere als Eishockeyspieler in seiner Heimatstadt in der Nachwuchsabteilung des KLH Vajgar Jindřichův Hradec. Von dort aus wechselte er zum HC České Budějovice, für dessen Profimannschaft er in der Saison 1998/99 sein Debüt in der Extraliga gab. Dort begann er auch die folgende Spielzeit, ehe er eineinhalb Jahre lang für die Medicine Hat Tigers, die ihn beim CHL Import Draft 1998 als Topdraftpick ausgewählt hatten, in der kanadischen Juniorenliga Western Hockey League verbrachte. In der Saison 2000/01 spielte er für die nordamerikanischen Minor-League-Teams Orlando Solar Bears in der International Hockey League und Greenville Grrrowl in der East Coast Hockey League.
Im Sommer 2001 kehrte Sičák nach Europa zurück, wo er in den folgenden vier Jahren bei HPK Hämeenlinna in der finnischen SM-liiga unter Vertrag stand. Die Saison 2005/06 begann er bei MODO Hockey in der schwedischen Elitserien, kehrte jedoch bereits im Laufe der Spielzeit in die SM-liiga zurück, in der er in den folgenden eineinhalb Spielzeiten für TPS Turku auflief. Von 2007 bis 2009 stand er bei seinem Ex-Klub HC České Budějovice in der Extraliga unter Vertrag. Für diesen bestritt er auf europäischer Ebene zudem in der Saison 2008/09 vier Spiele in der Champions Hockey League. Die Saison 2009/10 verbrachte er beim HC Vítkovice Steel, für den er in der Hauptrunde in 50 Spielen neun Tore erzielte, wodurch er zusammen mit seinem Landsmann Jaroslav Modrý der erfolgreichste Torschütze aller Extraliga-Verteidiger war. In den Playoffs scheiterte er mit seiner Mannschaft erst im Finale am HC Pardubice.
In der Saison 2010/11 spielte Sičák für den finnischen Verein Kärpät Oulu. Mit diesem spielte er zunächst in der Vorbereitung in der European Trophy sowie anschließend in der SM-liiga. In den Playoffs schied er mit Kärpät bereits in der Qualifikation aus. Zur Saison 2011/12 kehrte er in seine tschechische Heimat zurück und unterschrieb einen Vertrag beim HC Pardubice aus der Extraliga. Mit Pardubice gewann er am Ende der Saison 2011/12 die tschechische Meisterschaft, wobei er in insgesamt 60 Saisonspielen 24 Scorerpunkte erzielte.
Im Oktober 2012 wechselte Sičák innerhalb der Extraliga in die tschechische Hauptstadt zum HC Sparta Prag, mit dem er in der Saison 2013/2014 die Hauptrunde der Extraliga gewann (Präsidenten-Pokal) und das Playoff-Halbfinale erreichte.
Seit September 2014 stand Sičák beim HC Energie Karlovy Vary unter Vertrag und agierte dort seit 2015 als Assistenzkapitän. 2019 wechselte er zum neugegründeten HC Samson České Budějovice in die viertklassige tschechische Krajské hokejové přebory.

### International
Für Tschechien nahm Sičák im Juniorenbereich ausschließlich an der U18-Junioren-Europameisterschaft 1998 teil. Im Seniorenbereich stand er 2005, 2008, 2009 und 2010 im Aufgebot seines Landes bei der Euro Hockey Tour.

## Erfolge und Auszeichnungen
- 2010 Tschechischer Vizemeister mit dem HC Vítkovice Steel
- 2010 Meiste Tore eines Verteidigers in der Extraliga (gemeinsam mit Jaroslav Modrý)
- 2012 Tschechischer Meister mit dem HC Pardubice

## Statistik
(Stand: Ende der Saison 2018/19)